# 中村禎二
中村 禎二（なかむら ていじ、1903年（明治36年）2月9日 - 1991年（平成3年）6月9日）は、昭和期の農業技術者、政治家。参議院議員（2期）、長崎県議会議長。

## 経歴
長崎県西彼杵郡時津村（現時津町）で生まれる。1923年（大正12年）長崎県立農学校（現長崎県立諫早農業高等学校）を卒業した。
小学校教員、農業技術員を務めた。長崎県議会議員に選出され5期在任し、同議長も務めた。また、自由民主党長崎県連総務会長、同幹事長などを歴任した。
1971年（昭和46年）6月の第9回参議院議員通常選挙に長崎県地方区から自民党公認で出馬して初当選し、1977年（昭和52年）7月の第11回通常選挙でも再選され、参議院議員を連続2期務めた。この間、第2次田中角栄内閣・科学技術政務次官、三木内閣・沖縄開発政務次官、参議院公職選挙法改正に関する特別委員長などを務めた。所属会派は自由民主党・自由国民会議であった。1977年秋の叙勲で勲二等瑞宝章受章。
1991年（平成3年）6月9日死去、88歳。死没日をもって従四位に叙され、銀杯一組を賜った。